# С-клітина

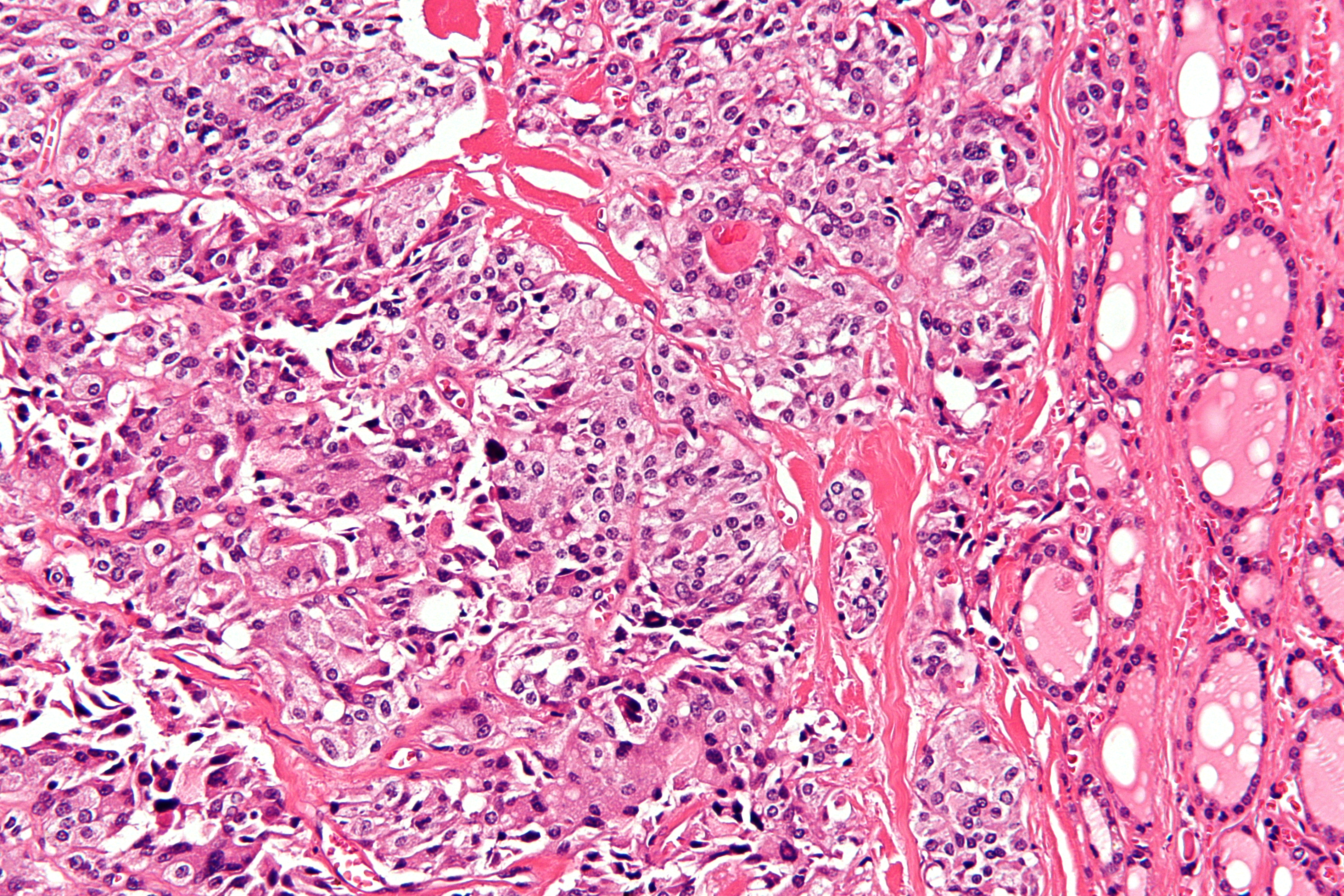
Мікрофотознімок С-клітин, з якого походить медулярна карцинома з накопиченнями амілоїду (в лівій частині знімку). Нормальна тканина щитоподібної залози розташована праворуч (фолікулярні клітини). Фарбування Г-Е.

С-клітина (парафолікулярна клітина) — клітина щитоподібної залози, основна функція якої полягає в секреції гормону кальцитоніну, що бере участь у регуляції кальцієвого обміну, та є антагоністом паратгормону.
С-клітини продукують, в незначній кількості, також і інші пептиди зокрема гастрин-рилізинг-фактор і соматостатин, серотонін.

## Цитологія
С-клітини становлять близько 10% серед інших клітин щитоподібної залози та розташовані переважно в ділянках верхніх полюсів долей щитоподібної залози. На відміну від А- та В-тиреоцитів, що походять з ендодерми 3 зябрової дуги, С-клітини мають нейроектодермальне походження. У зв'язку з цим вони характеризуються більшими, ніж фолікулярні клітини, розмірами, світлою цитоплазмою і позитивною імуноцитохімічною реакцією на кальцитонін, соматостатин і гастрин-рилізинг-фактор. Ультраструктурна організація С-клітин також має характерні риси. У їхній цитоплазмі розташовані осміофільні гранули, що містять кальцитонін та частково серотонін.

## Особливості С-клітин у людини
У безхребетних і нижчих хребетних клітини, що синтезують кальцитонін, об'єднані в спеціалізовані органи — ультимобронхіальні тільця. Останні просторово відокремлені від щитоподібної залози і, на відміну від неї, беруть участь у регуляції мінерального обміну. Незважаючи, що у вищих хребетних С-клітини «вкраплені» у тканину щитоподібної залози, ці клітини не належать до тиреоїдної паренхіми, а входять до складу нейроендокринної системи.

## Клінічне значення
З С-клітин походить медулярний рак щитоподібної залози, що характеризується надзвичайно агресивним фенотипом. Горомон, що секретують С-клітини, кальцитонін, — є достовірним діагностичним маркером медулярної карциноми.